# ロン・グッドウィン
ロン・グッドウィン（Ron Goodwin、本名：ロナルド・アルフレッド・グッドウィン、1925年2月17日 - 2003年1月8日）は、イギリスの作曲家。映画音楽の作曲を多く手がける。
プリマス出身、ロンドンで育つ。ギルドホール音楽演劇学校に学ぶ。1950年代後半から映画音楽を手がけ、『空軍大戦略』、『荒鷲の要塞』、『ナバロンの嵐』など戦争映画の音楽を多く手がけた。
2003年1月8日、77歳で死去。

## 主なフィルモグラフィ
- 『未知空間の恐怖/光る眼』 - Village of the Damned (1960年)
- 『ミス・マープル/夜行特急の殺人』 - Murder She Said (1961年)
- 『渚のデイト』 - Follow the Boys (1963年)
- 『人類SOS!』 - The Day of the Triffids (1963年)
- 『剣豪ランスロット』 - Lancelot and Guinevere (1963年)
- 『ミス・マープル/寄宿舎の殺人』 - Murder at the Gallop (1963年)
- 『続・光る眼/宇宙空間の恐怖』 - Children of the Damned (1963年)
- 『ミス・マープル/最も卑劣な殺人』 - Murder Most Foul (1964年)
- 『633爆撃隊』 - 633 Squadron (1964年)
- 『人間の絆』 - Of Human Bondage (1964年)
- 『ミス・マープル/船上の殺人』 - Murder Ahoy (1964年)
- 『クロスボー作戦』 - Operation Crossbow (1965年)
- 『素晴らしきヒコーキ野郎』 - Those Magnificent Men in Their Flying Machines or How I Flew from London to Paris in 25 Hours and 11 Minutes (1965年)
- 『ABC殺人事件』 - The Alphabet Murders (1965年)
- 『野獣の抱擁』 - The Trap (1966年)
- 『ミスター・テン・パーセント』 - Mister Ten Per Cent (1967年)
- 『潜水艦X-1号』 - Submarine X-1 (1967年)
- 『おとぼけハレハレ学園』 - Decline and Fall... of a Birdwatcher (1968年)
- 『荒鷲の要塞』 - Where Eagles Dare (1968年)
- 『モンテカルロ・ラリー』 - Monte Carlo or Bust! (1969年)
- 『空軍大戦略』 - Battle of Britain (1969年)
- 『華麗なる暗殺』 - The Executioner (1970年)
- 『フレンジー』 - Frenzy (1972年)
- 『まぼろしの緑の騎士』 - Gawain and the Green Knight (1973年)
- 『追跡! ダイヤ泥棒』 - Diamonds on Wheels (1973年)
- 『ディズニーランド』 - Disneyland (1974年) ※テレビ番組
- 『美女と野獣』 - Beauty and the Beast (1976年) ※テレビ映画
- 『キャンドルシュー/セント・エドモンドの秘宝』 - Candleshoe (1977年)
- 『ナバロンの嵐』 - Force 10 from Navarone (1978年)